# Gooka
Gooka je česká počítačová hra z roku 1997, která vznikla na motivy knihy Gooka a dračí lidé z roku 1991 od Richarda Evanse. Pro platformu Windows ji vytvořily společnosti JRC Interactive a Cinemax, žánrově se jedná o point-and-click adventuru. Jde o jednou z mála vážných českých adventur devadesátých let a první českou hru pro Windows.
V roce 2004 vznikl druhý díl, který vytvořilo studio Centauri Production.

## Příběh
Hra se odehrává ve středověkém fantasy světě Janatris, na začátku je hlavní hrdina Gooka obviněn z vraždy svého otce Mahara. Z vraždy ho obvinila vlastní sestra. Musí tedy prokázat svou nevinu a najít pravého vraha.

## Postavy
Hlavními postavami hry jsou:
- Gooka - hlavní hrdina hry a syn Relovského stařešiny Mahara. Musí vyřešit smrt svého otce.
- Lidra - dcera avaralského krále, která byla neprávem obviněna z kacířství a má být za trest vysazena u Gluxova ostrova, spolu s Gookou.
- Glux - bůh moře, kterého fanaticky vyznává avaralský lid.
- Digor - rádce avaralského krále, který by mohl vědět něco o smrti stařešiny Mahara.
- Gurha - další bůh. Dokáže způsobit stárnutí. Je podobný Gluxovi, ale není tak inteligentní a umí létat. Je znám jako Časožravý Gurha.

## Vývoj
Byla to první česká hra v rozlišení SVGA, hra obsahuje 56 herních obrazovek. Hra obsahuje ručně kreslenou grafiku od výtvarnice Zdeňky Bouškové. Jelikož se jedná o herní adaptaci knihy šéfredaktora časopisu Ikarie Vlada Ríši, podílel se Ríša rovněž i na scénáři. Na tom pracovali i programátor (a významný představitel někdejší české, potažmo československé ZX Spectrum scény) Miroslav Fídler a producent Miroslav Papež, jenž později stál u vzniku mnoha českých lokalizací. Gooka se zároveň může pyšnit prvenstvím v podobě prvního plně profesionálního českého dabingu mezi českými hrami.

## Český dabing
- Tomáš Turek – Gooka
- Miroslav Táborský (králův strážný, knihovník, Penza)
- Luděk Čtvrtlík (bratr Bodelian, Digor, hlas kamenné hlavy)
- Rostislav Čtvrtlík (soudce, král, bratr Demotef)
- Karolina Frydecká (kuchařka, Glux)
- Gabriela Filippi (Baroda, Lidra)
- Tomáš Borůvka (bratr Rashi)
- Miroslav Hanuš (mnich u okýnka)

### Vznik dabingu
Hru měli původně namlouvat studenti herectví v profesionálním studiu, proto vývojáři věřili v jeho kvalitu. Nakonec se však výsledný dabing posunul do profesionální roviny, jelikož se o něj z většiny postarali herci (a ve většině případů i vyloženě zkušení dabéři) Divadla v Dlouhé. Ve všech případech se ovšem nejedná o členy tehdejšího hereckého souboru, proto je vhodné tento výpis upřesnit. V sezóně 1996/1997 byli členy všichni výše zmínění, až na Rostislava Čtvrtlíka, Karolinu Frydeckou a Gabrielu Filippi. Rostislav Čtvrtlík v té době ovšem v divadle hostoval, a to v inscenaci Létavý lékař, která měla obnovenou premiéru 1. února 1997. Původně se inscenace hrála o rok dříve v Divadle Na zábradlí a postavu Leandra v ní shodou okolností ztvárnil Luděk Čtvrtlík, jenž byl v Dlouhé nahrazen svým bratrem Rostislavem Čtvrtlíkem. Vysvětlit se dá i účast Karoliny Frydecké, která dle dostupných záznamů v Divadle v Dlouhé nikdy nepůsobila, je ovšem manželkou Luďka Čtvrtlíka. Poslední zbývá Gabriela Filippi, jež zároveň zůstává i nadále velkou neznámou, respektive její zapojení do tohoto dabingu či jakékoli napojení na kohokoli z tvůrců či divadla nebylo vysvětleno. Její účast nebyli schopni zpětně objasnit ani dotázaní Miroslav Fídler a Miroslav Papež, oba však přiznávají, že jejich tvrzení nemusí být po 25 letech od vydání příliš směrodatné.
Otazník se v každém případě vznáší i nad možným režijním vedením. Účast herců Divadla v Dlouhé naznačuje možnost, že by za dabingem mohl stát zvukař a režisér Ladislav Hrádek, jenž měl v té době nejen vazbu na Divadlo v Dlouhé, ale především později v témže roce vytvořil další z prvních profesionálních českých herních dabingů – Spellcross: Poslední bitva a Stíny nad Rivou. Sám Hrádek ovšem opakovaně tvrdí, že si na dabing Gooky nevzpomíná, zatímco od dalších dvou zmíněných projektů má i podklady. S herci z Dlouhé pracoval opakovaně a pracuje s nimi dodnes, i v tomto případě ovšem hraje roli Gabriela Filippi, s níž si žádnou spolupráci nevybavuje. Oproti tomu Papež, který shodou okolností působil jako producent české verze Stínů nad Rivou a sešel se s Hrádkem i u dalších dabingů, tvrdí, že podle něj Hrádek s největší pravděpodobností dělal i dabing Gooky. Avšak opět připustil, že jej může po letech zrazovat paměť. Miroslav Fídler zřejmě nakonec s finálním dabingem a jeho tvorbou obeznámen nebyl a vzpomněl jakéhosi pana Tesaře, který jej měl nejspíše zařizovat. Nikdo toho jména ovšem není mezi tvůrci zmíněn, tudíž nelze zjistit více.

## Přijetí
Hra byla hodnocena časopisem Level 4/7, Excalibur 4/7, Score 70 % a Riki 75 %.